# Alon Mizrahi
Alon Mizrahi (hebräisch אלון מזרחי; * 22. November 1971 in Tel Aviv-Jaffa) ist ein ehemaliger israelischer Fußballspieler und -trainer.

## Sportlicher Werdegang
Mizrahi ist der Sohn des Fußballspielers Amos Mizrahi, bei dessen langjährigem Verein Bne Jehuda Tel Aviv er Ende der 1980er Jahre aus der Jugend in den Erwachsenenbereich vorstieß. Dabei kam der Stürmer in der Spielzeit 1989/90, als der Klub den ersten Meistertitel der Vereinsgeschichte einfuhr, unregelmäßig zum Einsatz. In der folgenden Spielzeit wurde er an Hapoel Tel Aviv verliehen, nach der Rückkehr im Sommer 1991 etablierte er sich als Stammspieler in der Offensive und krönte sich in den Spielzeiten 1991/92 und Spielzeiten 1992/93 zum Torschützenkönig der israelischen Meisterschaft. Einerseits spielte er sich somit in die israelische Nationalmannschaft, andererseits weckte er die Begehrlichkeiten anderer Klubs und wurde 1993 von Maccabi Haifa unter Vertrag genommen. In der Spielzeit 1993/94 führte er seinen neuen Klub als zum dritten Mal in Folge Torschützenkönig zum Meistertitel, parallel wurde er – trotz Ausscheiden in der zweiten Runde – mit fünf Treffern auch im Europapokal der Pokalsieger 1993/94 Torschützenkönig. 
Im Sommer 1994 wechselte Mizrahi zu Maccabi Tel Aviv, wo er jedoch nicht klarkam und zum Jahreswechsel auf Leihbasis zu Maccabi Ironi Aschdod weiterzog. Anschließend wurde er ab 1995 an seinen Heimatklub Bne Jehuda Tel Aviv verliehen, wo er in seinen beiden Spielzeiten jeweils zweistellig traf. Ab 1997 stand er wieder für Maccabi Tel Aviv auf dem Platz und gewann mit dem Klub 1998 den Landespokal. Im Europapokal der Pokalsieger 1998/99 zeichnete er sich erneut als regelmäßiger Torschütze aus, bis zum Ausscheiden im Viertelfinale erzielte er sieben Tore und war damit abermals Torschützenkönig des Wettbewerbs. Daraufhin wechselte er ins Ausland zu OGC Nizza in die Division 2, konnte sich aber nicht als Stammkraft etablieren.
Anfang 2000 kehrte Mizrahi nach Israel zurück und ging für Beitar Jerusalem und ab Sommer 2001 für Hapoel Kfar Saba in der 1999 als neuer höchster Spielklasse eingeführten Ligat ha’Al auf Torejagd. Nach einem Kurzaufenthalt bei Aufsteiger Maccabi Ahi Nazareth in der Hinrunde der Spielzeit 2003/04 schloss er sich in der Rückrunde dem Ligakonkurrenten  Hapoel Be’er Scheva an. Kurzzeitig wurde er nochmals an Bne Jehuda Tel Aviv verliehen, ehe er ab 2005 beim unterklassig antretenden Klub Maccabi Amishav Petah Tikva seine Laufbahn ausklingen ließ. 2001 hatte er bereits das letzte seiner 37 Länderspiele bestritten, dabei gelangen ihm 17 Tore. Eine Teilnahme an einem Endrundenturnier blieb ihm dabei verwehrt.
Später war Mizrahi als Trainer tätig und betreute Hapoel Jehud, Hapoel Kfar Saba und Hapoel Petach Tikwa, konnte dabei aber keine längerfristigen Engagements verzeichnen.